# Staatliches Konservatorium Usbekistans
Das Staatliche Konservatorium Usbekistans (usbekisch Oʻzbekiston davlat konservatoriyasi; russisch Государственная консерватория Узбекистана, Gossudarstwennaja konserwatorija Usbekistana; englisch State Conservatory of Uzbekistan), auch zeitweise Konservatorium Taschkent genannt, war lange die einzige derartige Institution in Zentralasien. Sie ist die größte und älteste Musikhochschule Usbekistans. Ihr Sitz befindet sich in der Hauptstadt Taschkent.

## Geschichte

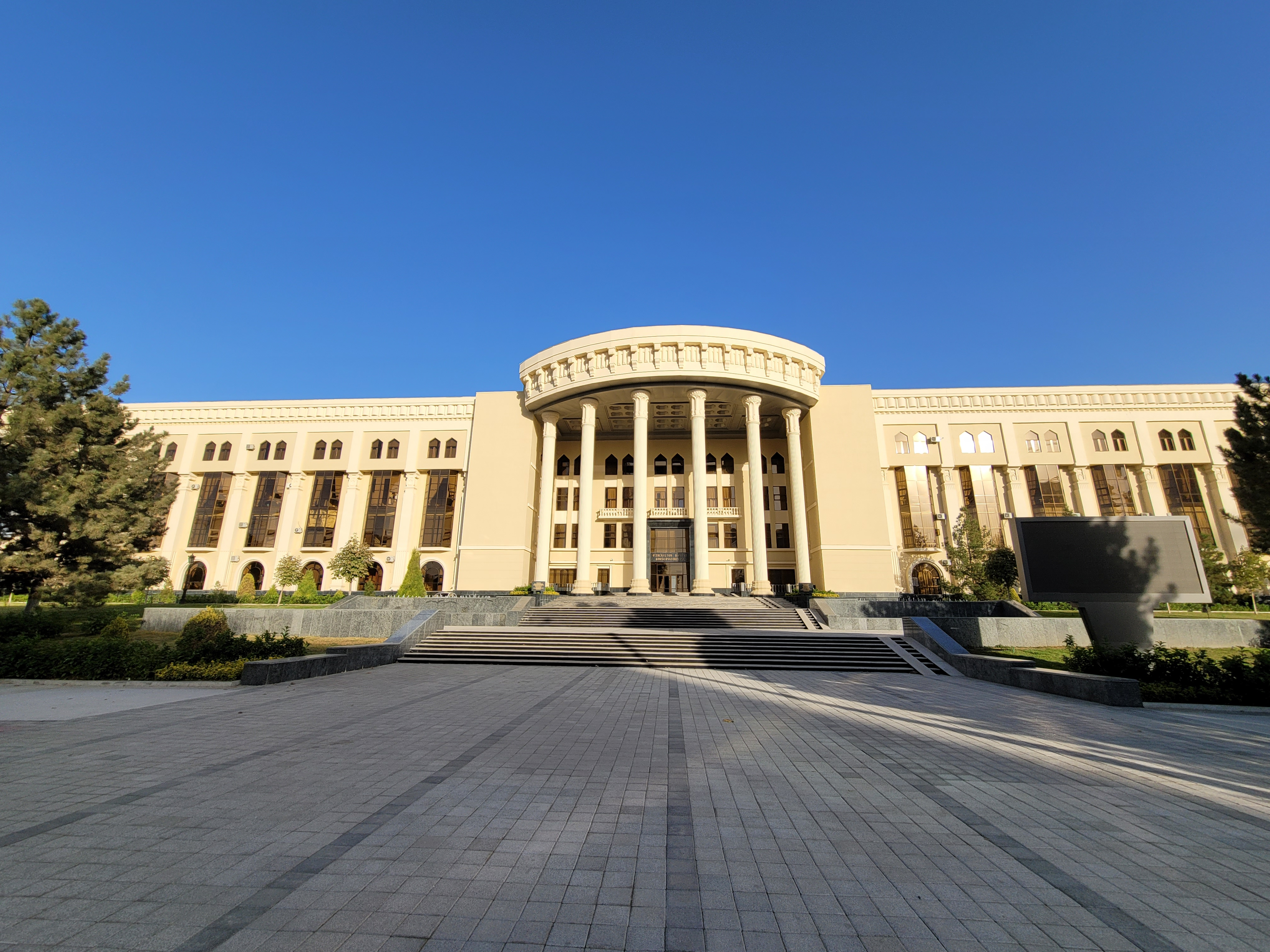
Das neue Gebäude des Konservatoriums Taschkent, 2022

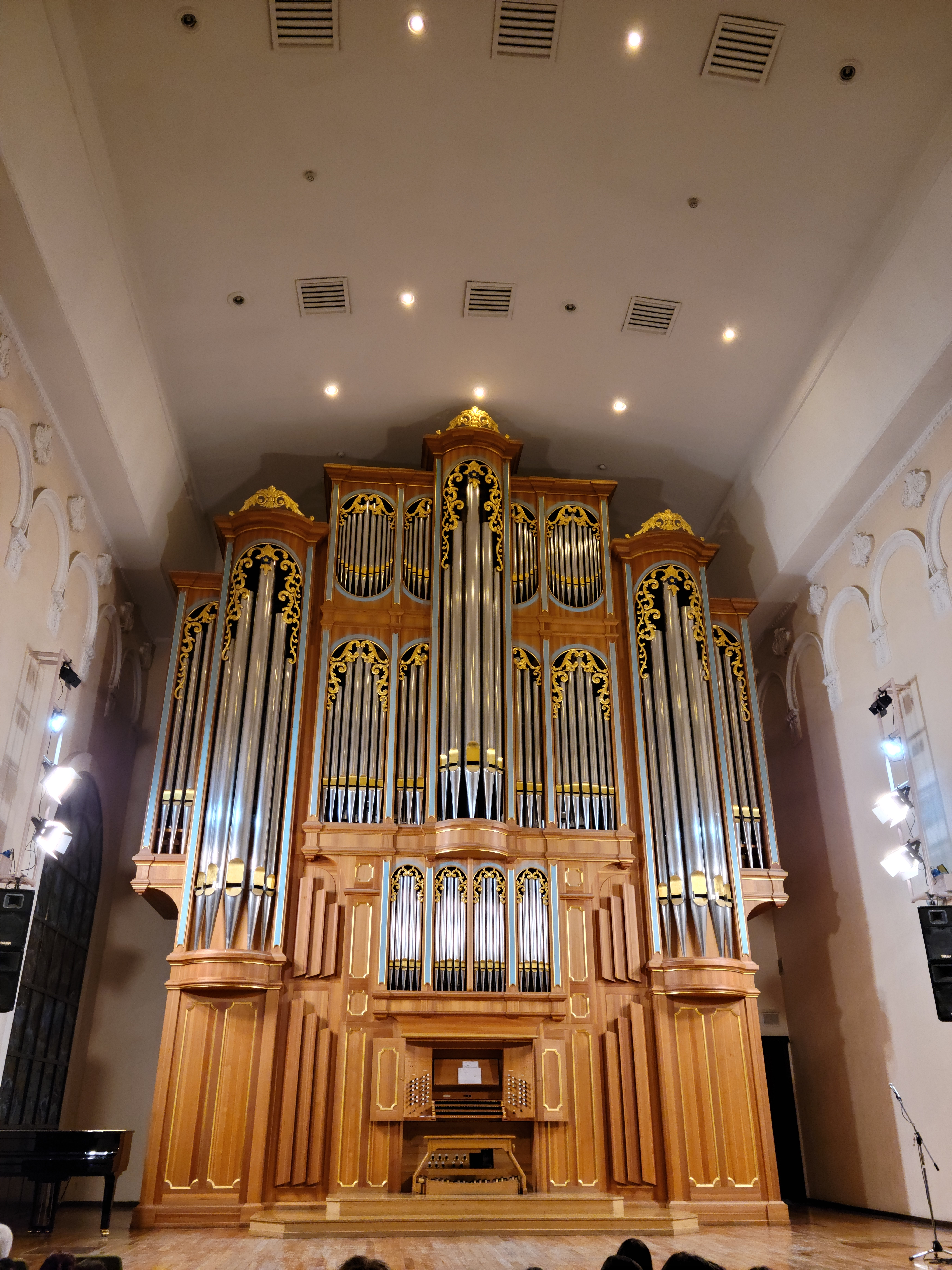
Orgel im Orgelsaal

Das Konservatorium wurde 1936 zu Zeiten der Usbekischen SSR gegründet. Vorläufer dieser Einrichtung waren u. a. die Musikgesellschaft Taschkent (1884), das Volkskonservatorium der Turkestanischen ASSR in Taschkent (1918), die Musikschule Buchara (1921) und vor allem die Höhere Musikschule Taschkent (1934), aus der später das Republican Specialized Musical Academic Lyceum named after V.A Uspenskiy (RSMAL) entstand.
Zu den prägenden Hochschullehrern der Anfangszeit zählten u. a. Wiktor Alexandrowitsch Uspenski, Jelena Jewgenjewna Romanowskaja und Muchitdin Kari-Jakubow, die dort sowohl als Komponisten und Interpreten der europäischen Musiktradition wie auch als Musikethnologen, Forscher und Sammler der usbekischen Musiktraditionen unterrichteten. In den frühen Jahren waren am Aufbau des Konservatoriums Taschkent auch Hochschullehrer und Musikwissenschaftler des Moskauer und Leningrader Konservatoriums beteiligt, u. a. Viktor Abramowitsch Zukkerman, Lew Wassiljewitsch Danilewitsch und Juri Alexandrewitsch Fortunatow. Manche der dorthin entsandten Komponisten wie Boris Borissowitsch Nadeschdin und Georgi Alexandrowitsch Muschel übersiedelten Ende der 1930er Jahre ganz nach Taschkent und lehrten dort bis zu ihrem Tode. Andere wie Reinhold Moritzewitsch Glière bereisten im Auftrag des Komponistenverbands Usbekistan, erforschten die Musikkulturen dort und halfen zeitweise beim Aufbau der Institution.
1941, aufgrund des Einmarschs deutscher Truppen in die Sowjetunion, wurden Lehrkräfte des Leningrader Konservatoriums, darunter Maximilian Ossejewitsch Steinberg, Sergei Nikiforowitsch Wassilenko und Boris Alexandrowitsch Arapow, sowie des Kiewer Konservatoriums, darunter Lewko Rewuzkyj, zeitweise ins zentralasiatische Taschkent evakuiert. Einige Lehrkräfte blieben und setzten ihre Tätigkeit dort fort.
Zu den einflussreichsten Lehrern am Konservatorium Taschkent gehörte Muchtar Aschrafowitsch Aschrafi, der von 1947 bis 1962 dort als Leiter wirkte, ab 1953 als Professor und von 1971 bis 1975 als Rektor. In seiner Ära wurden die nationalen Musiktraditionen Usbekistans auf der Grundlage des Maqam und Schaschmaqam in die Fachbereiche eingegliedert, zudem wurde ihnen 1972 eine eigene, neu gegründete Abteilung (Восточная музыка) zugeordnet. 1976 wurde das Konservatorium nach Aschrafi benannt.
Nach dem Ende der Sowjetunion wanderten in den 1990er Jahren zahlreiche qualifizierte Lehrkräfte ab.
2002 wurde ein für das Konservatorium errichteter Neubau fertig, mit dem Umzug dorthin erfolgte eine Reorganisation des Lehrbetriebs. Das bis dahin nach Muchtar Aschrafi benannte Konservatorium Taschkent wurde umbenannt in Staatliches Konservatorium Usbekistans.

## Struktur
Das Konservatorium umfasst (Stand: 2023) die Fakultäten „Musical Art“, „Academic performance“, „Instrumental performance“ und „Music pedagogy“. Gelehrt werden verschiedene usbekische Musiktraditionen, ferner klassische Fächer wie u. a. Komposition, Instrumentation, Musiktheorie, Dirigieren, aber auch Musikgeschichte und Musikkritik sowie Bereiche wie Pop vocal und Musical sound production.

## Gebäude

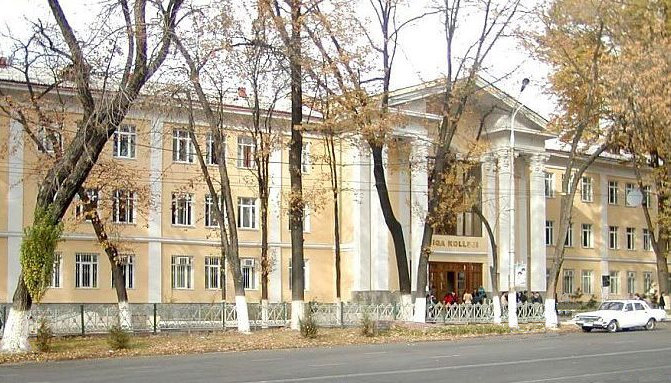
Das alte Gebäude des Konservatoriums Taschkent an der ehemaligen Puschkin-Straße, 1995

In den Gründerjahren war das Konservatorium im Domizil der Höheren Musikschule untergebracht. 1939 zog es in die frühere Ballettschule, ein Gebäude im Stil des sozialistischen Klassizismus an der ehemaligen Puschkin-Straße, der heutigen (Stand 2023) Straße der Unabhängigkeit (Mustaqillik shoh koʼchasi).
In der Regierungszeit von Staatschef Islom Karimov begann man Ende der 1990er Jahre auf dessen Initiative damit, ein neues Gebäude im Stadtzentrum zu errichten. 2002 war der Bau fertig, die Wiedereröffnung des Konservatoriums am neuen Ort fand am 22. März 2002 statt. Die vorherige Heimstätte diente zunächst als Musikschule (Hamza College of Music), wurde jedoch im Rahmen der Stadterneuerung 2010 abgerissen.
Das neue Gebäude beherbergt u. a. mehr als 300 Unterrichts- und Proberäume, 4 Konzerthallen, 4 Aufnahmestudios, eine Bibliothek und ein Musikinstrumentenmuseum.